# Natalia Cukseeva
Natalia Cukseeva (* 22. Januar 1990 in Alma-Ata, Kasachische SSR) ist eine deutsche Volleyballspielerin.

## Karriere
Natalia Cukseeva ist die Tochter der kasachischen Nationalspielerin und sechsfachen Europapokalsiegerin Marina Cukseeva. Als ihre Mutter 1991 aus der Heimat zum SV Lohhof wechselte, kam sie mit nach Deutschland. Später begann sie in Hamburg ihre eigene Volleyball-Karriere. Über den CVJM kam sie zum 1. VC Norderstedt. Nachdem der VCN 2006 den Aufstieg in die zweite Liga geschafft hatte, ging die Junioren-Nationalspielerin zwecks besserer Förderung zum Bundesliga-Aufsteiger WiWa Hamburg. In Wandsbek stand sie zusammen mit ihrer Mutter, die als Spielertrainerin agierte, in einer Mannschaft. Nach einer Saison wechselte die Außenangreiferin, die 2007 Fünfte der U18-Europameisterschaft im Beachvolleyball wurde, innerhalb der Stadt zum VT Aurubis Hamburg. 
2009 feierte Cukseeva, die ein Jahr zuvor bereits Platz fünf der U19-EM erreicht hatte, ihren bislang größten Erfolg, als sie mit dem deutschen Nachwuchs den Titel bei der U20-Weltmeisterschaft in Mexiko gewann. Anschließend kehrte sie zum ersten deutschen Verein ihrer Mutter, dem SV Lohhof zurück. 2010 wurde sie vom 1. VC Wiesbaden verpflichtet. Dort musste sie nach einer Meniskus-Verletzung im ersten Halbjahr 2011 eine lange Pause einlegen. Von 2012 bis 2014 spielte Natalia Cukseeva beim Ligakonkurrenten VfB 91 Suhl. 2014 erreichte sie mit dem Verein das Finale im DVV-Pokal. Danach kehrte sie zurück zum VT Aurubis Hamburg, den sie allerdings nach nur einer Saison wieder verließ. 
Nach einer Saison in ihrer Geburtsstadt beim VC Almaty wechselte Cukseeva 2016 zum Schweizer Verein VC Kanti Schaffhausen, mit dem sie 2018 das Halbfinale in Pokal und Meisterschaft erreichte. Zur Saison 2018/19 erfolgte ein Wechsel innerhalb der Schweizer NLA zum Konkurrenten Volleyball Franches-Montagnes.
Zur Saison 2019/20 wechselte Cukseeva in die NLB zum BTV Aarau. Die Saison endete im März 2020 abrupt, aufgrund der Corona-Pandemie. Cukseeva wechselte erneut den Verein, zurück zum VC Kanti Schaffhausen, mit dem sie 2021 den Schweizer Cup Sieg feierte. Sie betreut zusätzlich noch eine Nachwuchsmannschaft und übernimmt zur Saison 2021/22 die Position als Cotrainerin des NLA-Teams.